# Venantino Venantini
Venantino Venantini (Fabriano, 1930. április 17. – Viterbo, 2018. október 8.) olasz színész. Fia Luca Venantini szintén színművész.

## Filmjei
- Sait-on jamais... (1957)
- Lövöldöző taták (Les Tontons flingueurs) (1963)
- Alulról az ibolyát (Des pissenlits par la racine) (1964)
- Az ügyefogyott (Le Corniaud) (1965)
- La Celestina P... R... (1965)
- Agónia és extázis (The Agony and the Ecstasy) (1965)
- A főnök inkognitóban (Le Grand Restaurant) (1966)
- Zarabanda Bing Bing (1966)
- Un killer per sua maestà (1968)
- Erotissimo (1969)
- A pap felesége (La moglie del prete) (1971)
- Bohózat lőporral (Laisse aller… c’est une valse) (1971)
- Felszarvazták Őfelségét (La folie des grandeurs) (1971)
- Volt egyszer egy zsaru (Il était une fois un flic…) (1972)
- La morte negli occhi del gatto (1973)
- La polizia è al servizio del cittadino? (1973)
- Number One (1973)
- Egy egész élet (Toute une vie) (1974)
- Amore libero - Free Love (1974)
- Fekete Emanuelle (Emanuelle nera) (1975)
- Emmanuelle 2. (Emmanuelle: L'antivierge) (1975)
- Emanuelle nera: Orient reportage (1976)
- A pap és az örömlány (L'altra metà del cielo) (1977)
- A nagy csata (Il grande attacco) (1978)
- Első szerelem (Primo amore) (1978)
- Őrült nők ketrece (La cage aux folles) (1978)
- S O.S. Concorde (Concorde Affaire '79) (1979)
- Zsaru vagy csirkefogó? (Flic ou voyou) (1979)
- La ragazza del vagone letto (1980)
- A terasz (La Terazza) (1980)
- Piedone Egyiptomban (Piedone d'Egitto) (1980)
- Zombik városa (Paura nella città dei morti viventi) (1980)
- Luca il contrabbandiere (1980)
- Cannibal Ferox (1981)
- Giggi, a csibész (Giggi il bullo) (1982)
- Szex, minden mennyiségben (Sesso e volentieri) (1982)
- I nuovi barbari (1982)
- Halálhozó 3000 (Il giustiziere della strada) (1983)
- Az Ők felesége (Attention une femme peut en cacher une autre!) (1983)
- A pajzán Dagobert király (Le bon roi Dagobert) (1984)
- Sólyomasszony (Ladyhawke) (1985)
- Herkules, a világ ura 2. (Le avventure dell'incredibile Ercole) (1985)
- Final Justice (1985)
- Bűnvadászok (Il pentito) (1985)
- Aladdin (Superfantagenio) (1986)
- Erotikus fantáziák (Capriccio) (1987)
- Az óriási nyomozó 5 (1988)
- Egy rakás hulla (Des cadavres à la pelle), (1991); Antonio
- Fiatalok és jóképűek (Giovani e belli) (1996)
- Szerintem ez szerelem (Je crois que je l'aime) (2007)
- Mindig gengszter akartam lenni (J'ai toujours rêvé d'être un gangster) (2007)
- Érettségi buktatókkal (Nos 18 ans) (2008)
- 22 lövés (L'immortel) (2010)
- Un plus une (2015)
- Papa lumière (2015)
- La vie très privée de Monsieur Sim (2015)
- Marseille (2016)